# Valön
För andra betydelser, se Valö.
Valön (även Valö) är en ö belägen knappt 600 meter väst om Fjällbacka i Tanums kommun. Ön är omkring  1 km lång från syd- till nordspets och det är omkring  1,5 km från öns västra del till den östra. Öns högsta punkt, som ligger mitt på ön, når 72 meter över havet och heter Valö Sadlar. Härifrån har man fri utsikt över Skagerrak och till Väderöarna. Valö sadlar är ett känt landmärke vid angöring på kusten samt vid navigation i Väderöfjorden.

## Geologi
Öns berggrund består av granit med insmälta block av gnejs. Tvärs över ön, i nord-sydlig riktning, finns den pegmatitgång, som går längs norra Bohusläns kust. Högsta punkten på ön är just på pegmatitgången, här något tiotal meter bred. Från toppen av Valön ser man tydligt hur pegmatitgången slingrar sig fram över öarna söderöver. Innan pegmatiten lämnar Valö på öns sydsida skapar den en klippavsats vid vattenbrynet vars färg markant avviker från den omgivande graniten; Blåberget.
I den nordsydliga dalgången på öns östsida, där vandrarhemmet ligger, består marken till stor del av kalkskal vilket gynnar växtligheten.

## Befolkning
Valö har sedan länge varit bebodd. På 1700-talet fanns trankokeri och sillsalteri i Valöbukten på öns västsida. Under början av 1800-talet flyttade Janne Bruse över sundet från Hjärterön, då tillkom bland annat det stora magasinet på öns sydsida. Sedan 1980-talet har ingen fast året runt boende befolkning funnits på ön. Numera finns ett vandrarhem på ön.

## Etymologi
Det finns två alternativa förklaringar till öns namn. Dels att öns form skulle likna ryggen på en val, dels att den fått namn av det bronsåldersröse som finns strax under högsta punkten på ön eller något annat röse (kummel) på ön.